# 蒂图斯·科尔勒采安
蒂图斯·科尔勒采安（羅馬尼亞語：Titus Corlățean，發音：[ˈtitus korləˈt͡se̯an]；1968年1月11日—），罗马尼亚政治人物，曾担任罗马尼亚外交部长。

## 生平
1968年，科尔勒采安生于康斯坦察县梅吉迪亚市。1994年，毕业于布加勒斯特大学法律系。2012年5月至8月，担任罗马尼亚司法部长；2012年8月，转任外交部长。

## 荣誉
- 荣誉勋章（摩尔多瓦，2014年）[2]